# The Space Children
The Space Children is een Amerikaanse sciencefictionfilm uit 1958 onder regie van Jack Arnold. In Nederland werd de film destijds uitgebracht onder de titel Uit een andere wereld.

## Verhaal
Een ruimtewezen in de vorm van een brein landt op een strand vlak bij een raketlanceerplaats. Hij legt telepathisch contact met de kinderen van de wetenschappers die op de lanceerplaats werken. Langzaamaan komen de kinderen geheel onder controle van het ruimtewezen en beginnen alles te doen wat hij hun beveelt. De ouders doen intussen een wanhopige poging om uit te zoeken wat er aan de hand is.

## Rolverdeling
| Acteur           | Personage      |
| ---------------- | -------------- |
| Michael Ray      | Bud Brewster   |
| Adam Williams    | Dave Brewster  |
| Peggy Webber     | Anne Brewster  |
| Johnny Washbrook | Tim Gamble     |
| Jackie Coogan    | Hank Johnson   |
| Richard Shannon  | Alan Manley    |
| Raymond Bailey   | Dr. Wahrman    |
| Sandy Descher    | Eadie Johnson  |
| Larry Pennell    | Majoor Thomas  |
| Peter Baldwin    | James          |
| Ty Hardin        | Wachtpost      |
| Russell Johnson  | Joe Gamble     |
| David Bair       | Saul Wahrman   |
| Johnny Crawford  | Ken Brewster   |
| Eilene Janssen   | Phyllis Manley |